# کلیف بلزینسکی
کلیفورد مایکل بلزینسکی (انگلیسی: Clifford Michael Bleszinski؛ زادهٔ ۱۲ فوریهٔ ۱۹۷۵) که به کلیفی‌بی (انگلیسی: CliffyB) معروف است، طراح بازی‌های ویدئویی، مدیر طراحی پیشین شرکت تولید بازی اپیک گیمز و یکی از مؤسسان شرکت باس کی پروداکشنز است. وی برای نقشش در تولید سری بازی‌های آنریل، به ویژه آنریل تورنومنت و سری بازی‌های چرخ‌دنده‌های جنگ شناخته شده‌است.